# Renáta Medgyesová
Renáta Medgyesová (* 28. Januar 1983 in Komárno) ist eine slowakische Leichtathletin.
Sie war zunächst als Hochspringerin erfolgreich und wurde in dieser Disziplin 1997, 1998, 2000 und 2001 nationale Meisterin im Freien und 1998, 1999, 2000 und 2002 in der Halle. Bei den Leichtathletik-Jugendweltmeisterschaften 1999 gewann sie Silber, weitere internationale Erfolge blieben jedoch aus.
2008 begann sie eine zweite Karriere als Weitspringerin. 2010 wurde sie nationale Hallenmeisterin und Siebte bei den Europameisterschaften in Barcelona.

## Persönliche Bestleistungen
- Weitsprung: 6,71 m, 28. Juli 2010, Barcelona
  - Halle: 6,56 m, 28. Februar 2010, Bratislava
- Hochsprung: 1,87 m, 9. Juli 2000, Banská Bystrica
  - Halle: 1,88 m, 5. Februar 2000, Bratislava
- Dreisprung: 13,22 m, 18. Juli 1999, Bydgoszcz